# Havendijk
De Havendijk (Frans: Canal de Bergues) is een bijna 8 km lang kanaal dat de Kolme bij Sint-Winoksbergen met de haven van Duinkerke verbindt.
Het kanaal werd in 1499 gegraven door de Gersta uit te diepen. Dit was een van de vele kreken die het kustgebied van Frans-Vlaanderen doorploegden en die na de inpoldering in het afwateringssysteem werden vergraven. De Gersta bevond zich tussen Sint-Winoksbergen en Duinkerke. Het kanaal werd gegraven in een poging om de kwijnende haven van Sint-Winoksbergen een kortere uitweg naar zee te bieden. Het werd daarna nog uitgediept in 1574, 1621 en 1761 en is daarmee een van de oudste kanalen van Frankrijk.

## Geschiedenis
Ter militaire bescherming van de Havendijk bouwde het Leger van Vlaanderen in 1657 naast het kanaal in Koudekerke-Dorp een redoute en aan de andere zijde van de Havendijk in Nieuw-Koudekerke een vierkante redoute. Beide forten werden in 1658 tijdens de Slag bij Duinkerke veroverd door Turenne. Door Vauban werden deze forten in 1672 en 1676 uitgebreid tot complete vestingwerken (Fort Vallières in Koudekerke-Dorp en Fort Louis in Nieuw-Koudekerke). 
De Havendijk heet tegenwoordig Canal de Bergues en is 7,8 km lang.